# Quercus oxyphylla
Quercus oxyphylla är en bokväxtart som först beskrevs av Ernest Henry Wilson, och fick sitt nu gällande namn av Hand.-mazz. Quercus oxyphylla ingår i släktet ekar, och familjen bokväxter. Inga underarter finns listade.